# Frederik Rungby
Frederik Rungby (Aarhus, 7 giugno 1993) è un cestista danese.

## Palmarès
- Campionato danese: 1

Bakken Bears: 2011-12
- Coppa di Danimarca: 1

Horsens IC: 2019